# Aedes rubrithorax
Aedes rubrithorax är en tvåvingeart som först beskrevs av Macquart 1850.  Aedes rubrithorax ingår i släktet Aedes och familjen stickmyggor. Inga underarter finns listade i Catalogue of Life.